# Новикова, Любовь Александровна
Любо́вь Алекса́ндровна Но́викова (род. 4 декабря 1954, Пенза, СССР) — советский и российский ботаник, доктор биологических наук, профессор, заведующий гербарием, специалист по растительности лесостепной зоны.

## Биография
Родилась в Пензе, окончила местную среднюю школу № 11 в 1972 году, поступив на биологический факультет Мордовского государственного университета им. Н. П. Огарёва по специальности «биолог, учитель биологии и химии». Защитила дипломную работу, посвящённую растительности участка луговых степей «Левжинский склон», сохранившегося рядом с Саранском.
После годичной стажировки поступила в очную аспирантуру при кафедре геоботаники биолого-почвенного факультета Ленинградского государственного университета. Окончила её в 1981 году, подготовив кандидатскую диссертацию «Динамика луговых степей (на примере Казацкой степи)». Работа была выполнена в Центрально-Чернозёмном заповеднике в Курской области и успешно защищена в 1982 году.
С 1981 по 1984 год Любовь Александровна работала старшим научным сотрудником лаборатории инженерной геологии при географическом факультете Мордовского государственного университета. За этот период ею были подготовлены три карты: почвенная, гранулометрического состава почв и геоботаническая, охватывающие всю территорию Мордовии.
В 1984 году перешла на работу на кафедру ботаники Пензенского государственного института, где трудилась сначала ассистентом, затем старшим преподавателем (с 1987 года) и доцентом (с 1991 года), получив звание доцента по кафедре ботаники в 1993 году.
С мая 2009 года Любовь Новикова является заведующим крупнейшего в Поволжье гербария им И. И. Спрыгина («PKM»). Под её руководством была проведена работа по электронной каталогизации гербария, были опубликованы пять частей «Каталога растений, хранящихся в Гербарии им. И. И. Спрыгина».
В 2012 в Саратовском государственном университете Новикова успешно защитила докторскую диссертацию по теме «Структура и динамика травяной растительности лесостепной зоны на западных склонах Приволжской возвышенности и пути её оптимизации». В том же году получила должность профессора по кафедре ботаники, физиологии и биохимии растений Пензенского государственного университета.
Читает основные учебные курсы собственной разработки «Ботаника с основами фитоценологии (систематика растений)», «Биогеография», а также спецкурсы: «Геоботаника», «Ботаническая география», «Флора Пензенской области», «Растительность Пензенской области», «Растительность Среднего Поволжья». Новикова является членом диссертационного совета при Пензенском государственном технологическом университете.
В 2009 году в связи с семидесятилетием ПГПУ им. В. Г. Белинского награждена медалью «За многолетний добросовестный труд» и почётной грамотой министерства образования и науки Российской Федерации.

## Общественная деятельность
Любовь Александровна Новикова является председателем Пензенского отделения Русского ботанического общества. С 2006 года состоит в областной межведомственной комиссии при правительстве Пензенской области по вопросам, связанным с порядком ведения региональной Красной книги. Член учебно-методической комиссии по внешкольному образованию при министерстве образования Пензенской области.

## Научные интересы
Одним из основных направлений научных исследований Новиковой является изучение структуры и динамики луговых степей. Более 30 лет она проводит мониторинговые исследования в различных лесостепных заповедниках (Центрально-Чернозёмном, «Приволжская лесостепь» и других). Занимается геоботаническим картированием заповедников. Работает над вопросами сохранения и восстановления луговых степей.
Другим важным направлением исследований является изучение флоры Пензенской области. Любовь Александровна принимала активное участие в создании двух изданий Красной книги Пензенской области. Занимается изучением современного состояния популяций редких и охраняемых растений. Ещё одним из основных направлений научных исследований Любови Александровны является создание современной системы особо охраняемых природных территорий в Пензенской области. Занимается детальным изучением существующих ООПТ, организацией новых памятников природы.
Принимала участие в работе трёх съездов Русского ботанического общества (1988, 2008, 2013), а также более чем в сотне иных конференций различного уровня. Сама является одним из организаторов конференций, в том числе международных, посвящённых памяти Ивана Ивановича Спрыгина. Любовь Новикова подготовила к печати ранее не издававшиеся рукописи И. И. Спрыгина, опубликовав их отдельный книгой, а также в материалах конференций (2008, 2013). Всего же Новиковой опубликовано более 300 работ, среди которых 11 книг, несколько десятков стаей в Красной книге Пензенской области и ряда статей в Пензенской энциклопедии.

## Основные труды
- Новикова Л. А., Ямашкин А. А. Почвенная карта МАССР. М.: Союзгеофонд, 1984, № 32 — 81., 1/173 б.
- Новикова Л. А., Ямашкин А. А., Славкина Л. В. Карта гранулометрического состава почв МАССР. М.: Союзгеофонд, 1984, № 32 — 81, 1/173 в.
- Новикова Л. А., Отраднова Н. А. Я и мы. Лето в лагере: Научно-методические рекомендации для студентов пед. ин-тов.. — Пенза: ПГПУ им. В.Г. Белинского, 1992. — С. 57. — (Экология и мы (Экологическое воспитание школьников)).
- Новикова Л. А. Мониторинг травяных экосистем // Методика экологических мониторинговых исследований организмов, популяций, сообществ. Методические рекомендации / Сост. Г. Р. Дюкова, Л. А. Новикова, Л. И. Сдобнина и др. — Пенза: ПГПУ им. В. Г. Белинского, 1998. — С. 32—43. — 102 с.
- Новикова Л. А. «Кунчеровская степь» // Атлас Пензенской области. — М.: Дрофа, Д и К, 1998. — С. 20.
- Новикова Л. А. «Попереченская степь» // Атлас Пензенской области. — М.: Дрофа, Д и К, 1998. — С. 20.
- Пензенская лесостепь: учебное пособие по экологии для общеобразовательных учреждений / Сост.: А. А. Чистякова, Л. А. Новикова, П. И. Заплатин и др. — Пенза, 1999. — С. 176.
- Новикова Л. А. Характеристика травяной растительности «Попереченской степи» // Биологическое разнообразие и динамика природных процессов в заповеднике «Приволжская лесостепь» : тр. ГПЗ «Приволжская лесостепь». — Пенза: Пензенский ЦНТИ, 1999. — Вып. 1. — С. 142—152..
- Новикова Л. А. Ардымский шихан. Болота низинные. «Кунчеровская степь» (с картой). Луга. Ольшанские склоны. «Островцовская лесостепь» (с картой). Попереченская степь (с картой). Растительность водная и прибрежно-водная. Степи. Степь Большой ендовы // Пензенская энциклопедия. — М.: Науч. изд-во «Большая Российская энциклопедия», 2001. — С. 25—26, 62, 284-285, 311-312, 415-416, 422-423, 488-489, 519, 585, 585-586.
- Красная книга Пензенской области / А. И. Иванов, А. А. Чистякова, Л. А. Новикова и др.. — Пенза: ИПК «Пензенская правда», 2002. — Т. T. I. Растения и грибы. — 160 с.
- Пензенская лесостепь: Учебное пособие по экологии для общеобразовательных учреждений / Сост.: А. А. Чистякова, Л. А. Новикова, П. И. Заплатин, и др.. — 2-е издание. — Пенза: ИПК «Пензенская правда», 2002. — 184 с.
- Новикова Л. А. «Кунчеровская степь». «Попереченская степь». «Островцовская лесостепь» // Географический атлас Пензенской области: природа, население, хозяйство, культура. — Пенза: Облиздат, 2005. — С. 20.
- Новикова Л. А. Ботаническая география: Методические указания для студентов биологических специальностей. — Пенза: ПГПУ им В. Г. Белинского, 2008. — 44 с.
- Новикова Л. А. Структура и динамика растительности «Попереченской степи» // Известия Самарского научного центра РАН. — Самара: Самарский научный центр РАН, 2009. — Т. 11, № 1 (4). — С. 622 – 629.
- Новикова Л. А. Мониторинг растительности «Кунчеровской степи» // Поволжский экологический журнал. — 2010. — Вып. 4. — С. 351 – 360.
- Красная книга Пензенской области / Сост.: А. И. Иванов, Л. А. Новикова, А. А. Чистякова и др. Под ред. А. И. Иванова. — 2-е издание. — Пенза: ИПК «Пензенская правда», 2013. — Т. Т. 1. Грибы, лишайники, мхи, сосудистые растения. — 300 с.